# Garig-Ilgar jezik
Garig-Ilgar jezik (ISO 639-3: ilg), jezik porodice Yiwaidja koji se donedavno govorio u unutrašnjosti poluotoka Cobourg kod Port Essingtona na Sjevernom teritoriju, Australija.
Jezik je imao dva dijalekta, ilgar i garig koji su imali 4 govornika (2003 N. Evans), 3 Ilgara i 1 Garig; noviji podaci govore da je te iste 2003 godine umro i posljednji govornik ovog jezika

## Vanjske poveznice
- Ethnologue (14th)